# Pleurobema georgianum
Pleurobema georgianum är en musselart som först beskrevs av I. Lea 1841.  Pleurobema georgianum ingår i släktet Pleurobema och familjen målarmusslor. IUCN kategoriserar arten globalt som akut hotad. Inga underarter finns listade i Catalogue of Life.